# Lajedo do Tabocal
Lajedo do Tabocal là một đô thị thuộc bang Bahia, Brasil. Đô thị này có diện tích 423,785 km², dân số năm 2007 là 8413 người, mật độ 19,85 người/km².